# Узкоколейная железная дорога Септември — Добриниште
Узкоколейная железная дорога Септември — Добриниште или Линия № 16 — это последняя действующая линия узкоколейной железной дороги (колея 760 мм) болгарских государственных железных дорог БДЖ. Она ведёт из города Септември через Велинград и Банско в Добриниште. Трасса проходит между горными массивами Рила и Родопы и заканчивается к востоку от гор Пирин. Общая длина линии составляет 125 км, среднее время в пути — около 5 часов.

## История
Железнодорожная линия была построена в несколько этапов 1922 и 1945 годами. Первый участок Септември — Велинград был открыт 1 августа 1926 года. Последний участок Банско — Добриниште был введён в эксплуатацию 9 декабря 1945 года. Одна ветка Варвара — Пазарджик длиной 16,6 км в 2002 году была закрыта и демонтирована.
Из-за прохождения маршрута через горы, эту узкоколейку часто сравнивают с железными дорогами в Альпах. Однако, в отличие от них, линия № 16 не электрифицирована, и по ней ходят дизельные локомотивы. Туристические группы также перевозит паровоз.
На линии на высоте 1267 м находится остановочный пункт Аврамово — наиболее высоко расположенная железнодорожная станция на Балканах. Вдоль трассы построено 35 тоннелей, имеющих суммарную длину 2858 м. Самый длинный тоннель (№ 32) имеет длину 314 м. Между станциями Света-Петка и Черна-Места есть 4 спиральных виадука.
До 1942 года пассажирские и грузовые перевозки по железнодорожной линии осуществляли паровозы серии 50076 и 60076 (маленькие цифры обозначают ширину колеи). В 1942 году они были введены в эксплуатацию дижельные локомотивы «Ganz», которые осуществляли пассажирские перевозки. С появлением локомотивов «Henschel» — Kassel серии 75 эксплуатация паровозов была прекращена.

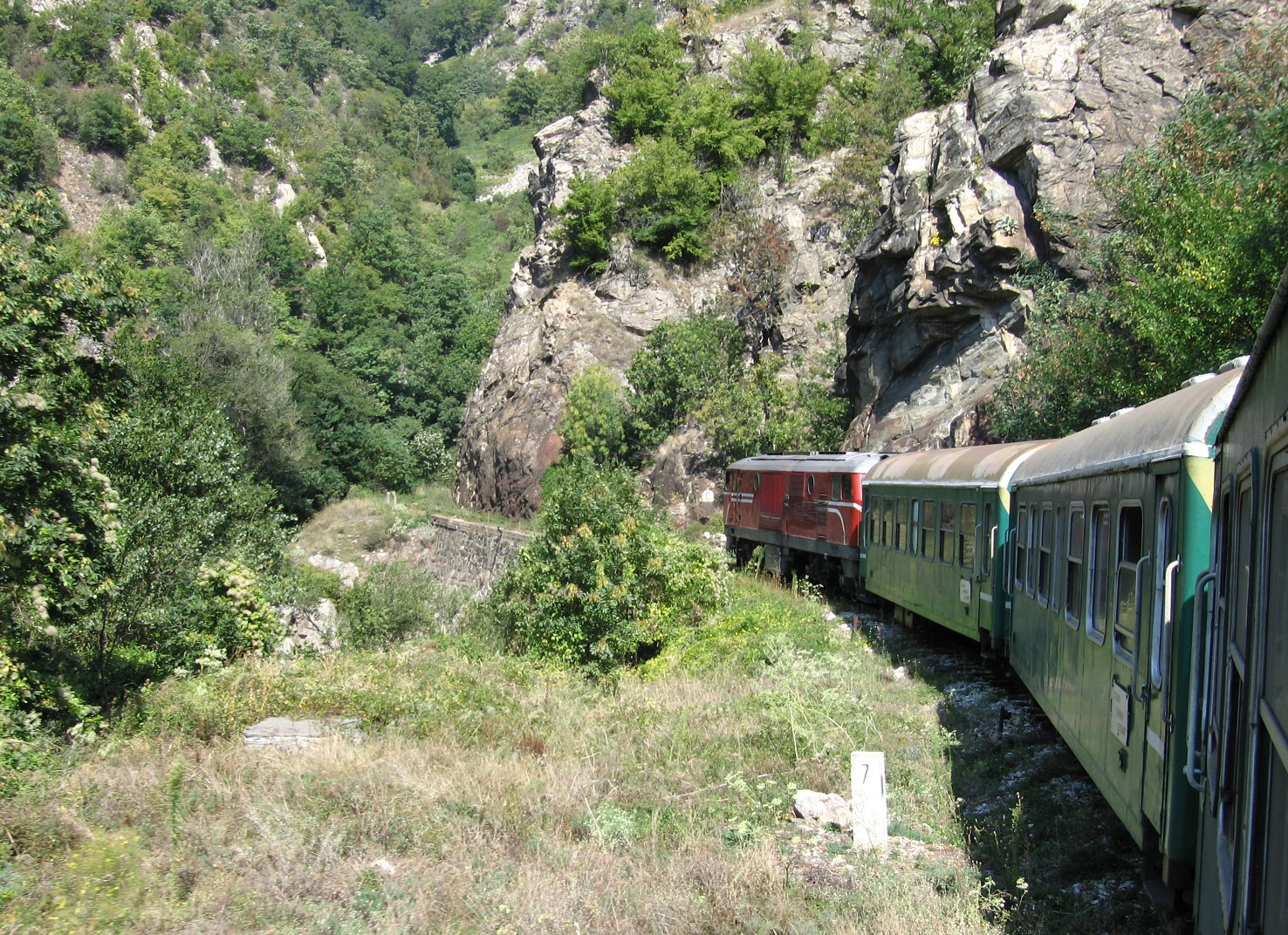
Поезд на линии
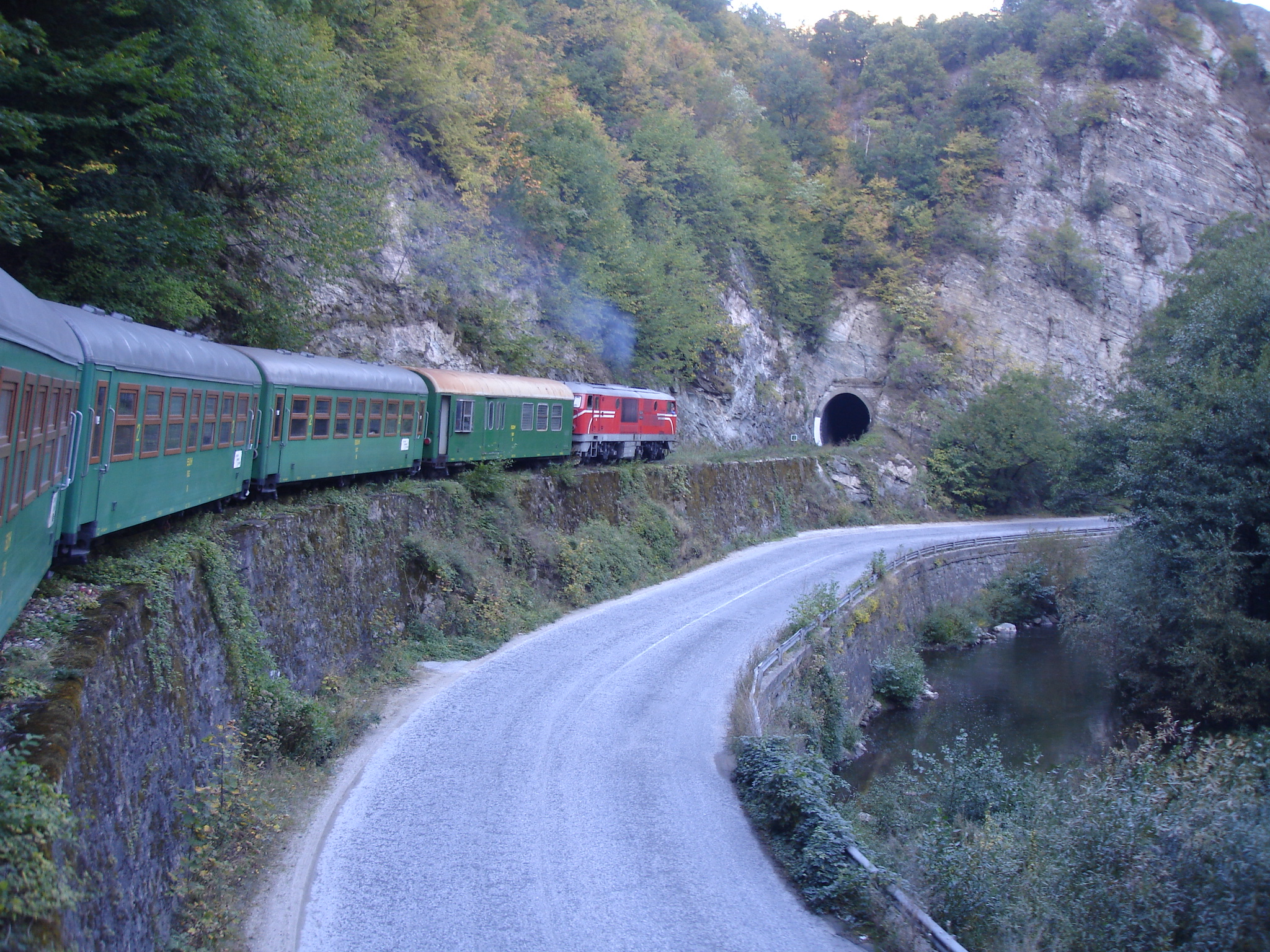
Поезд на линии
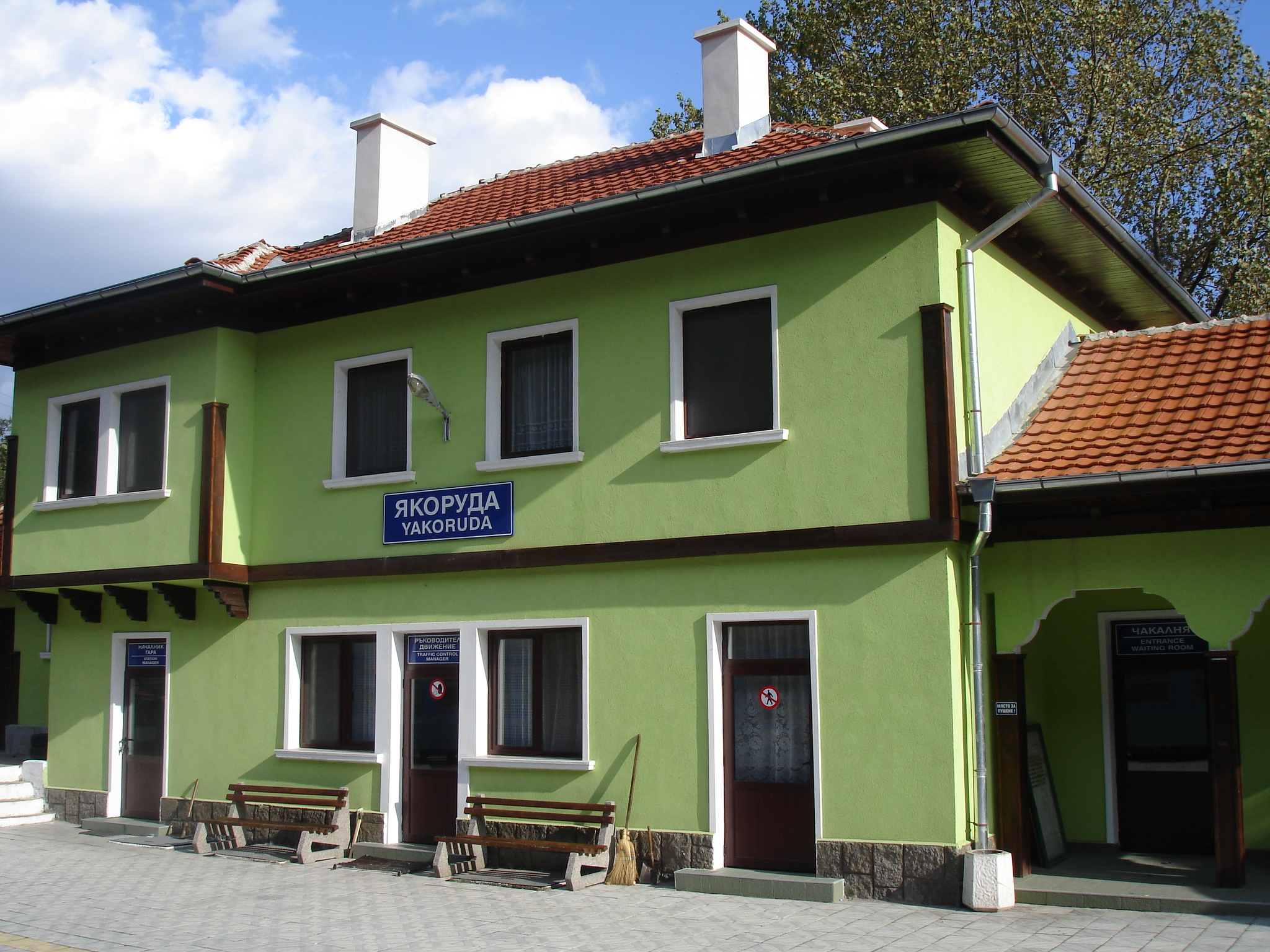
Станция Якоруда
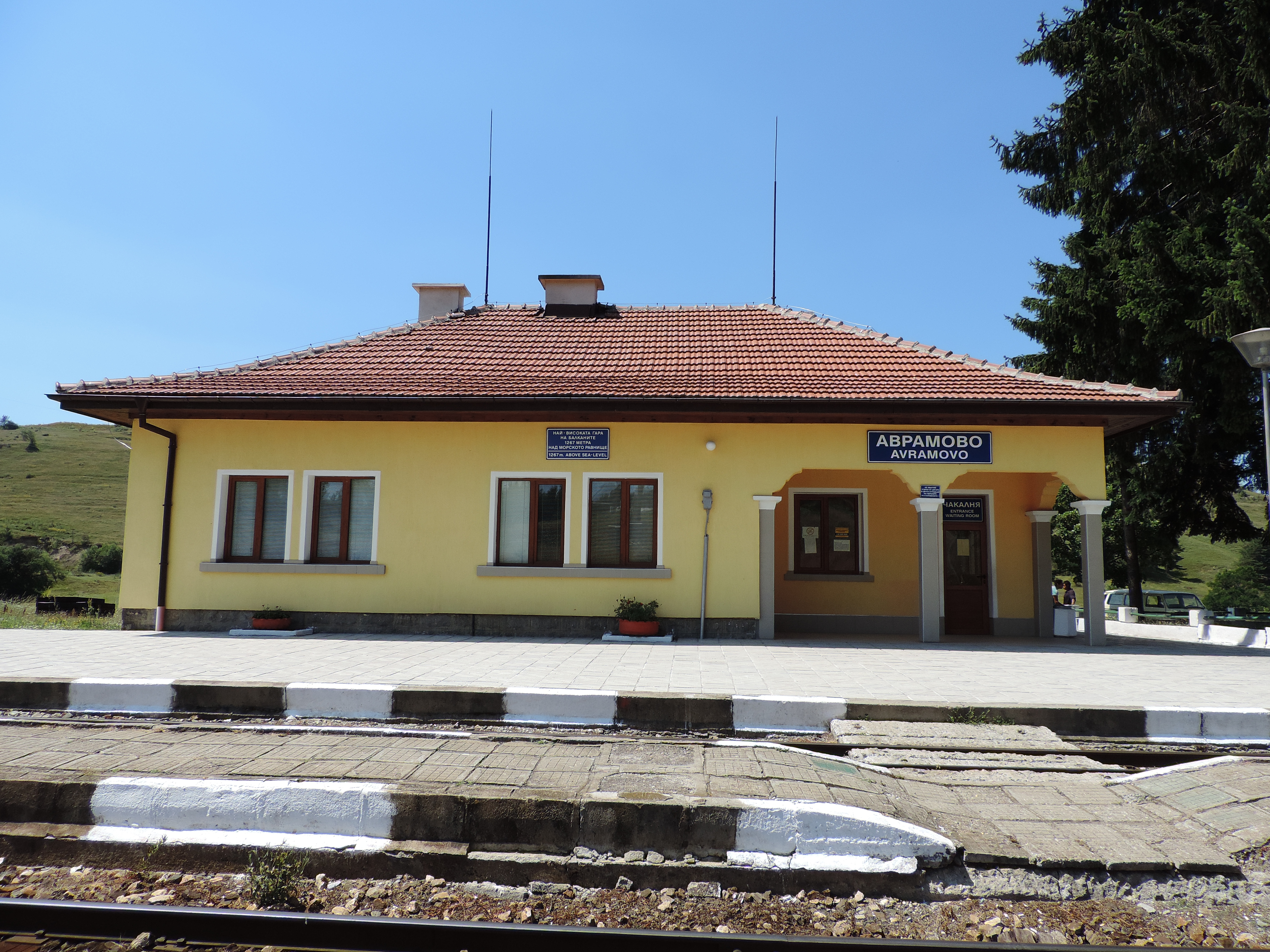
Станция Аврамово
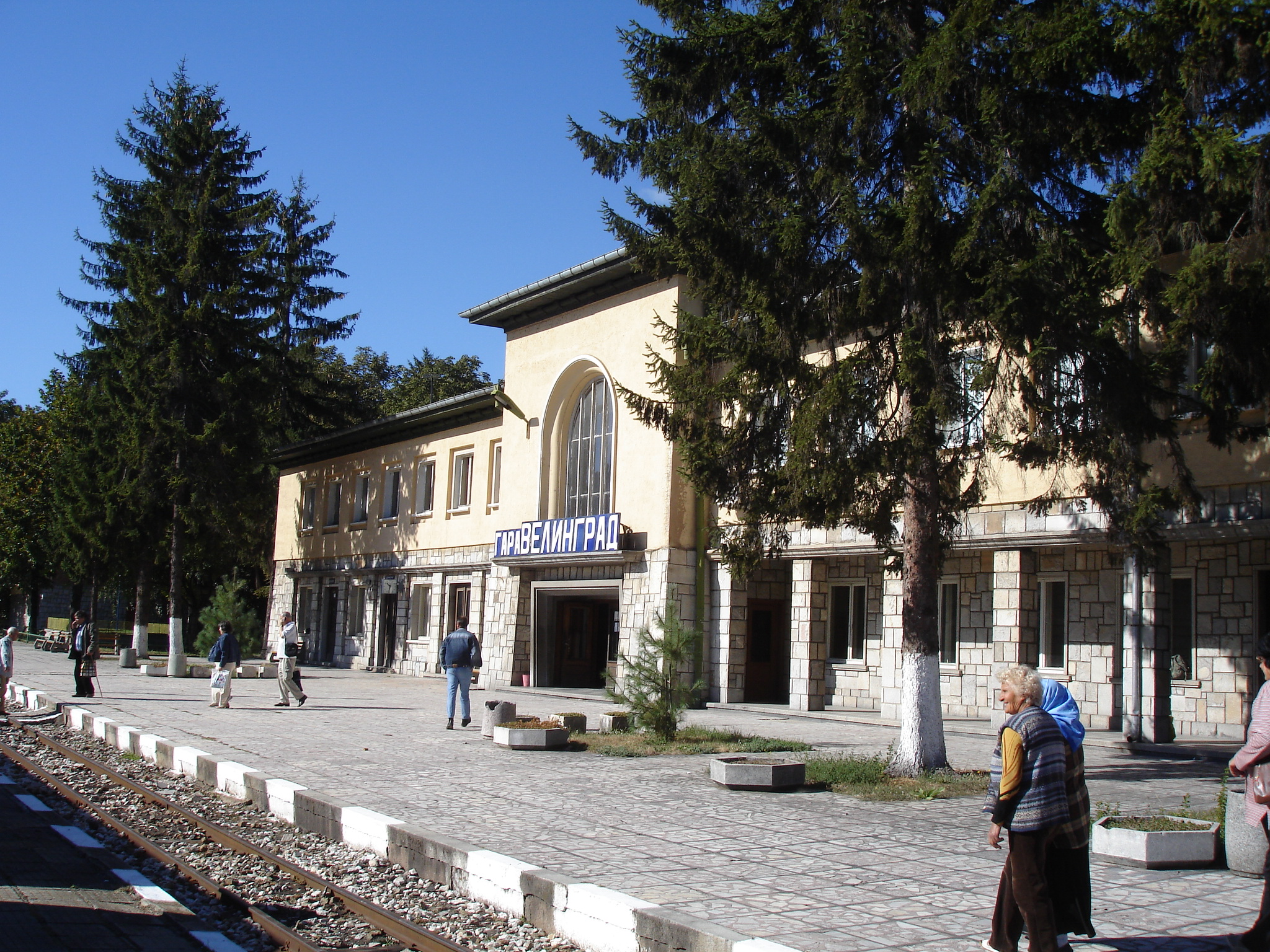
Станция Велинград
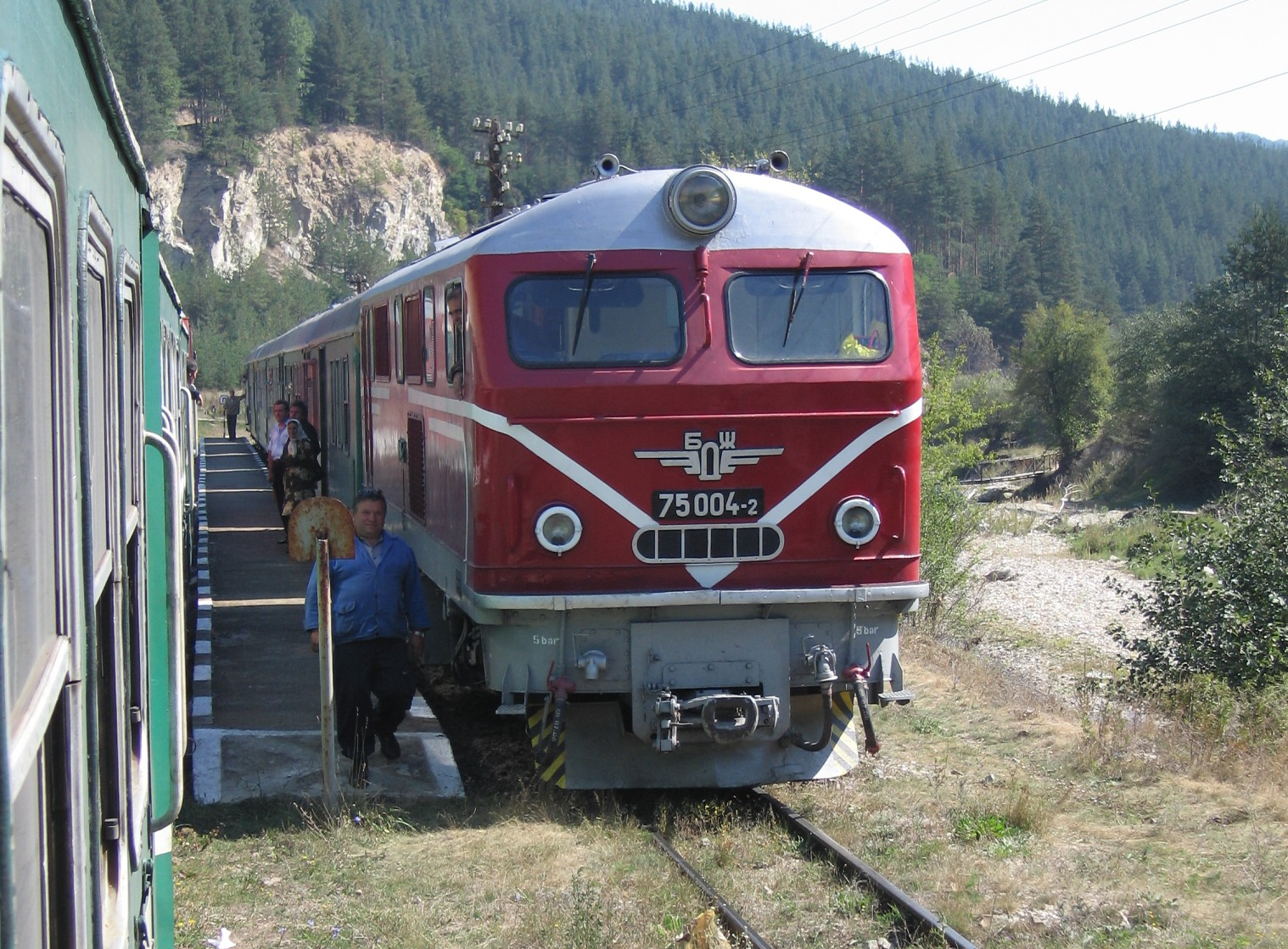
Тепловоз на линии
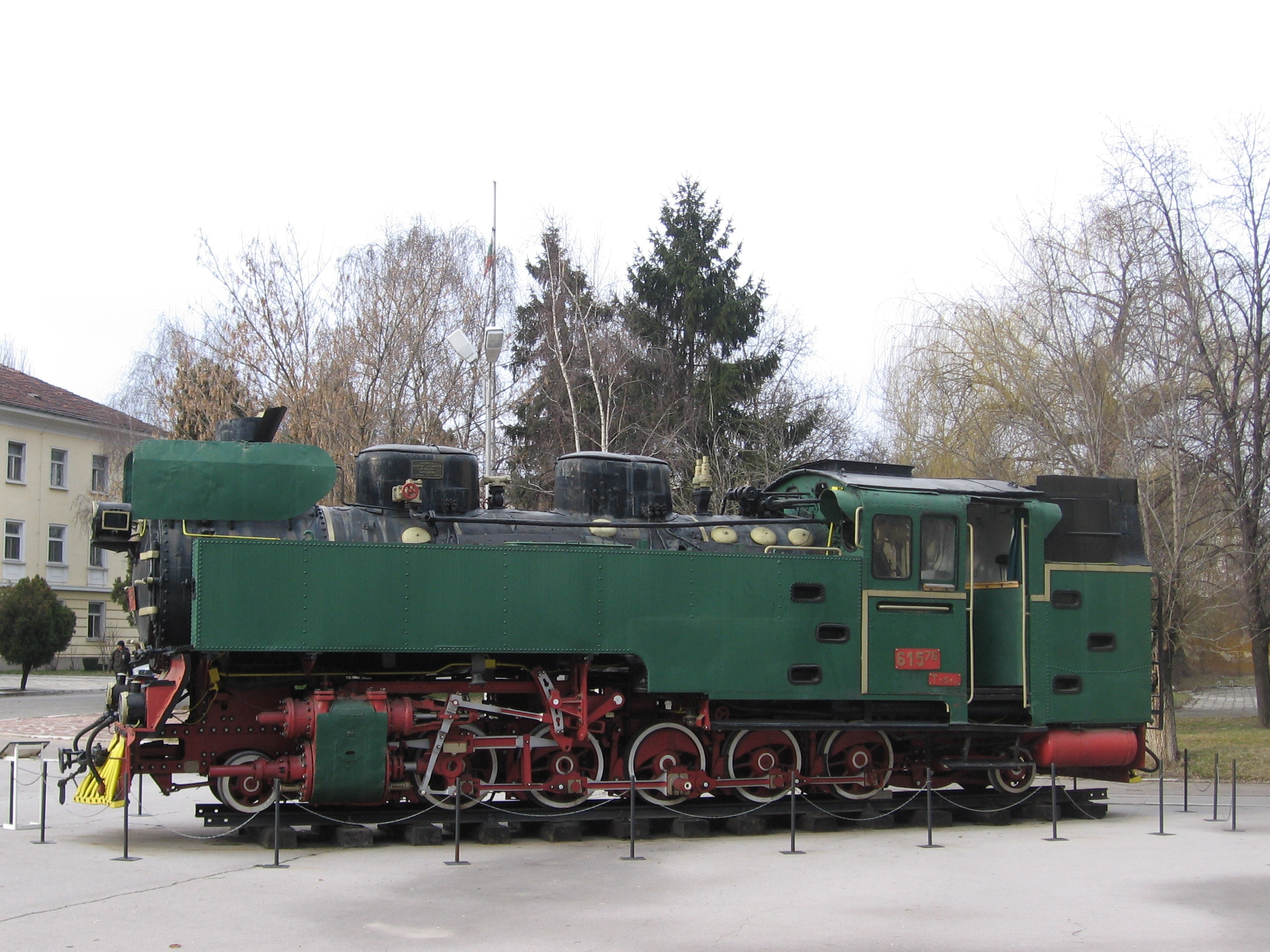
Локомотив-памятник у железнодорожного училища в Софии
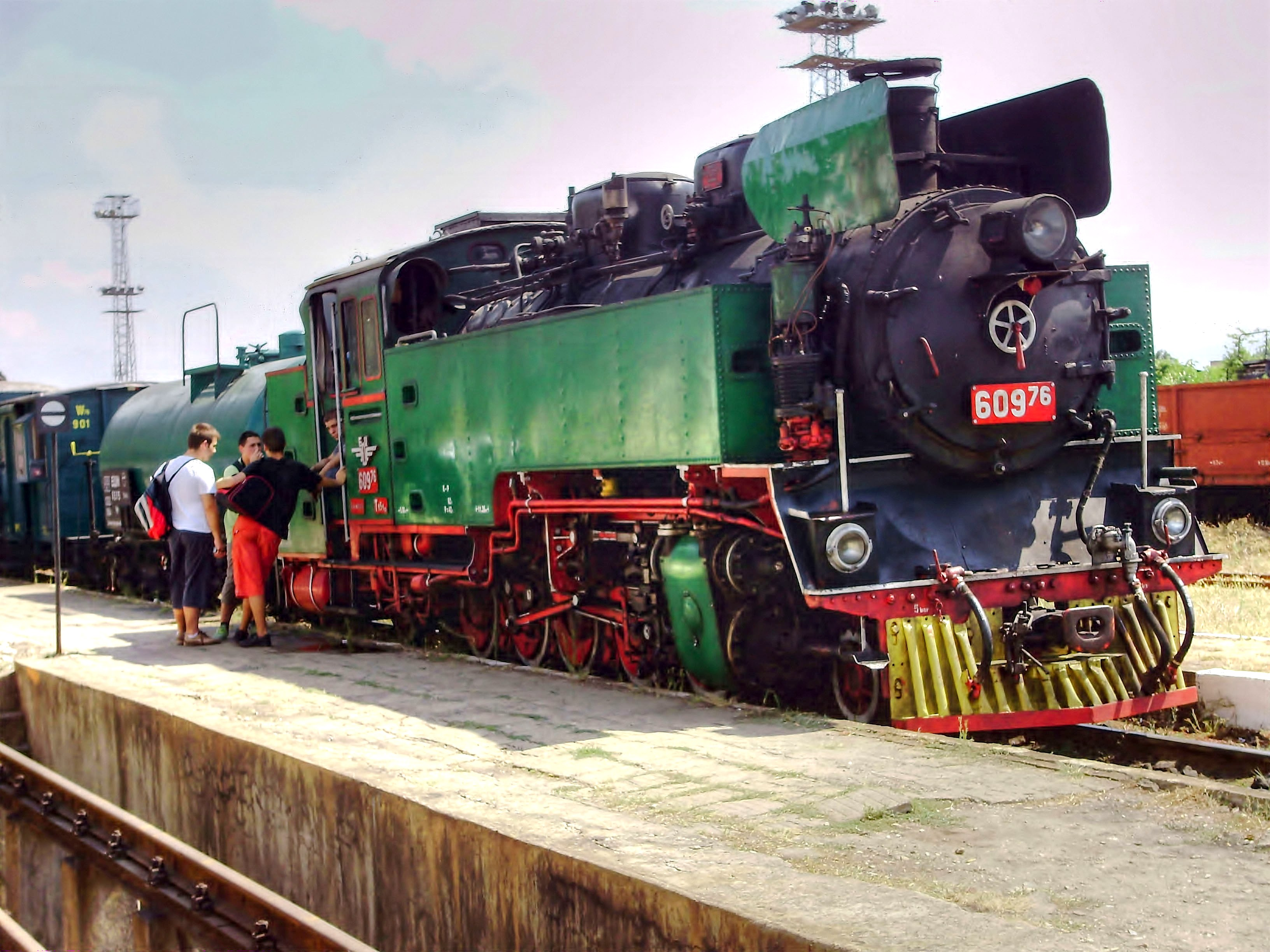
Паровоз 60976